# Nikolai Konstantinowitsch Kotschetkow
Nikolai Konstantinowitsch Kotschetkow (russisch Николай Константинович Кочетков; * 5. Maijul. / 18. Mai 1915greg. in Moskau; † 21. Dezember 2005 ebenda) war ein russischer Chemiker und Hochschullehrer.

## Leben
Kotschetkow besuchte das Moskauer Silikat-Technikum mit Abschluss 1932. Darauf war er Obertechniker im Zentrallaboratorium für Baumaterialien des Moskauer Bautrusts (1932–1933) und Oberlaborant im Zentralen Werkslaboratorium des Frunse-Chemiewerks in Moskau-Dorogomilowo (1932–1934). 1934 begann er das Studium am Moskauer Lomonossow-Institut für Feinchemie-Technologie, das er 1939 abschloss. Darauf diente er in der Roten Armee, machte den Deutsch-Sowjetischen Krieg mit und erhielt 1944 den Orden des Vaterländischen Krieges I. Klasse.
Ab 1945 arbeitete Kotschetkow als Assistent an A. N. Nesmejanows Lehrstuhl für Organische Chemie der chemischen Fakultät der Lomonossow-Universität Moskau (MGU). 1948 wurde er mit seiner Untersuchung der Reaktion des Quecksilber(II)-chlorids mit einem Azetylenderivat zum Kandidaten der chemischen Wissenschaften promoviert. 1950 entwickelte er unter Nesmejanows Leitung Methoden zur Synthese der β-Chlorvinylketone und vieler organischer Verbindungen auf ihrer Basis. 1951 wurde er Dozent, 1953 wurde er mit seiner Dissertation über die  β-Chlorvinylketone zum Doktor der chemischen Wissenschaften promoviert. Im gleichen Jahr entdeckte er die Enamin-Imin-Tautomerie. Auch entdeckte und untersuchte er einen neuen Typ von Glycosiden. 1955 wurde er zum Professor ernannt.
1954–1960 leitete Kotschetkow die Abteilung für organische Synthese des Instituts für Pharmakologie und Chemotherapie der Akademie der Medizinischen Wissenschaften der UdSSR (AMN). 1957 wurde er Korrespondierendes Mitglied der AMN und 1960 Korrespondierendes Mitglied der Akademie der Wissenschaften der UdSSR (AN-SSSR). 1959–1966 arbeitete er im Institut für Naturstoffchemie der AN-SSSR als Direktorstellvertreter und Leiter des Laboratoriums für Kohlenhydrate und Nukleotide. Ein Arbeitsschwerpunkt waren die Monosaccharide. Er entwickelte neue Methoden der biologischen Synthese aktiver Mono- und Polysaccharide, insbesondere die Orthoester-Methode (1965). Zu den synthetisierten Präparaten gehörte auch das Cycloserin.
1966 wurde Kotschetkow Direktor des Moskauer Selinski-Instituts für organische Chemie der AN-SSSR und Leiter des Laboratoriums für Kohlenhydrate. 1979 wurde er Vollmitglied der AN-SSSR. 1988 wurde er Ehrendirektor des Instituts und wissenschaftlicher Leiter des Laboratoriums für Kohlenhydrate. Im gleichen Jahr wurde er ausländisches Mitglied der Polnischen Akademie der Wissenschaften.
Seit 1973 war Kotschetkow Mitglied der französischen Gesellschaft der Chemiker, und als anerkannter Kohlenhydrat-Forscher war er Mitglied entsprechender internationaler Organisationen. Auch war er Mitherausgeber internationaler Fachzeitschriften wie der Advances of Heterocyclic chemistry (1963–1967), Carbohydrate Research (seit 1965), Organic Mass Spectrometry (1969–1975) und Tetrahedron (seit 1979).
Kotschetkow wurde auf dem Moskauer Friedhof Trojekurowo begraben.

## Ehrungen
- Orden des Vaterländischen Krieges I. Klasse (1944)
- Leninorden (1971, 1985)
- Ehrenzeichen der Sowjetunion (1976)
- Held der sozialistischen Arbeit (1985)
- Goldmedaille der Slowakischen Akademie der Wissenschaften (1986)
- Leninpreis (1988)
- Haworth-Medaille der Royal Chemical Society of Great Britain (1989)
- Demidow-Preis (1993)
- Lomonossow-Goldmedaille (1994)